# 한국지하수·지열협회
한국지하수·지열협회(韓國地下水地熱協會, Korea Groundwater and Geothermal Energy Association)는 지하수·지열의 효율적 개발·이용과 보전·관리를 위한 정부정책의 준수와 업계발전에 이바지하기 위하여 설립된 단체이다. 서울특별시 강남구 광평로51길 6-11 문암빌딩 3층에 위치하고 있다.

## 설립 근거
- 지하수법[3]

## 연혁
- 2005년 10월 한국지하수협회 발기인대회 및 창립총회
- 2005년 11월 한국지하수협회 설립 인가 (건설교통부)
- 2005년 12월 법인(법정법인) 설립등기
- 2006년 4월 부설 지하수기술연구원 설립
- 2008년 6월 지하수조사전문기관 지정
- 2010년 2월 한국지하수협회를 한국지하수지열협회로 명칭 변경
- 2010년 2월  '미래장학회' 설치 및 운영
- 2010년 3월 협회소식지 「지하水 그리고 지열」 창간(계간지)
- 2010년 12월 국토해양부소관 연구개발사업 참여기관의 자격 취득(국토해양부소관 연구개발사업 운영규정 제4조)
- 2011년 4월 지중열전도도 시험측정기관 지정(에너지광리공단) [협회 부설 기술연구원내 '한국지하수지열시험센터']
- 2011년 6월 주사무소 이전 (서울 강남구 광평로51길 6-11 문암빌딩 3층)
- 2012년 1월 제 3기 협회장 출범 (안근묵 )
- 2015년 3월 제 4기 협회장 출범 (안근묵 )
- 2017년 2월 제 4기 협회장(보궐) 출범 (이순하 )
- 2018년 12월 제 5기 협회장 출범( 임 철 호 )

## 주요 업무
- 지하수개발ㆍ이용에 관한 조사 및 연구
- 지하수개발ㆍ이용 및 수질 보전에 관한 기술개발 및 교육
- 지하수개발ㆍ이용에 관한 각종 간행물의 발간
- 지하수 보전ㆍ관리 및 환경의식 고취를 위한 대국민 홍보
- 지하수의 조사
- 지하수 보전ㆍ관리의 정보화
- 지역지하수관리계획의 수립
- 국토교통부 장관으로부터 위탁받은 업무
- 그 밖에 협회의 설립목적을 달성하기 위하여 필요한 사업

## 조직

### 조직구성
- 행정팀
- 기획법제팀
- 전산홍보팀
- 사업팀

## 소속기관
- 국토교통부

## 같이  보기
- 한국수자원공사